# Hero (singel Nasa)
„Hero” – singiel rapera Nas.

## Lista piosenek
CD single
1. "Hero" featuring Keri Hilson (Clean)
2. "Hero" featuring Keri Hilson (Dirty)
3. "Hero" featuring Keri Hilson (Instrumental)

## Listy przebojów
| Notowanie                            | Pozycja |
| ------------------------------------ | ------- |
| Canadian Hot 100                     | 60      |
| Swiss Singles Chart                  | 70      |
| U.S. Billboard Hot 100               | 97      |
| U.S. Billboard Hot R&B/Hip-Hop Songs | 82      |
| UK Singles Chart                     | 70      |